# Midnight Club: L.A. Remix
Midnight Club: L.A. Remix (укр. Опівнічний клуб: Лос-Анджелес Ремікс) — відеогра в жанрі аркадних авто- та мотогонок, розроблена студією Rockstar London та видана компанією Rockstar Games для портативної гральної системи PlayStation Portable (PSP) у 2008 році. Midnight Club: L.A. Remix заснована на оригінальній Midnight Club: Los Angeles для гральних консолей PlayStation 3 та Xbox 360.
Як і попередні частини серії, Midnight Club: L.A. Remix зосереджується на вуличних перегонах по дорогам з реальних міст: дія гри відбувається в Лос-Анджелесі та Токіо, по яким надано свободу пересування. У кожному місті гравець повинен проходити гоночні змагання та виконувати завдання, заробляти гроші на покупку нових ліцензованих відомими світовими виробниками автомобілів та мотоциклів, а також їх тюнінг та стайлінг. Присутня як однокористувацький, так і багатокористувацький варіанти гри.
Розробка Midnight Club: L.A. Remix велася паралельно з Midnight Club: Los Angeles, і, як наслідок, гра запозичує більшість її особливостей. Однак у зв'язку з технічними обмеженнями портативної приставки, від деяких можливостей під час створення довелося відмовитись. Після виходу Midnight Club: L.A. Remix одержала позитивні відгуки від ігрової преси. До переваг критики віднесли ігровий процес, опрацьовані міста та вибір транспортних засобів, але як недоліки згадували рівень складності та технічні недоліки.

## Ігровий процес
Midnight Club: L.A. Remix є аркадною перегонною гру, виконаною в тривимірній графіці і в якій гравцеві слід брати участь у вуличних перегонах і вільно роз'їжджати в реальних містах.
Гра заснована на Midnight Club: Los Angeles для PlayStation 3 і Xbox 360, і тому має багато в чому ідентичний геймплей, але з декількома основними відмінностями. Так, замість цілісного проходження гри від початку до кінця, в Midnight Club: L.A. Remix є два основних режими — «Кар'єра в Лос-Анджелесі» (англ. LA Career) і «Кар'єра в Токіо» (англ. Tokyo Career). Кар'єра Лос-Анджелеса аналогічна такою у грі для домашніх консолей: протагоніст прагнути отримати звання чемпіона вуличних перегонів Лос-Анджелеса (яке на момент його прибуття в місто, носить Бук) і допомагає підприємцю Керолу у його бізнесі. Кар'єра Токіо ж є ексклюзивним для цієї гри сюжетним продовженням: згідно зі сценарієм, після того, як головний герой переміг Бука, ставши чемпіоном вуличних гонок Лос-Анджелеса і партнером Керола з бізнесу, протагоністу зателефонував незнайомець (ким виявився токійський вуличний гонщик Тосі) зустрітися в аеропорту, натякнувши на перегони з організацією Mid Night Club у Токіо, на що герой погоджується. Крім цього, у Midnight Club: L.A. Remix є кілька додаткових режимів: в «Швидкій перегоні» (англ. Quick Race) гравець бере участь у випадковому заїзді; в «Аркаді» (англ. Arcade) гравець може сам вибрати заїзд та налаштувати його умови, наприклад, інтенсивність трафіку та кількість суперників; «Мультиплеер» (англ. Multiplayer) підтримує до чотирьох гравців і реалізований по з'єднанню через Wi-Fi.

## Розробка та реліз
Midnight Club: L.A. Remix була анонсована 21 квітня 2008. Над грою працювала студія Rockstar London, яка розробляла аркаду у співпраці з Rockstar San Diego для PlayStation Portable, і створення велося паралельно з Midnight Club: Los Angeles для PlayStation 3 та Xbox 360. Midnight Club: L.A. Remix бере за основу оригінальну гру від Rockstar San Diego, і, як наслідок, має аналогічний візуальний стиль, саундтрек, сюжет та геймплей. Однак, через технічні обмеження портативної приставки, в ході створення було внесено деякі зміни. Так, використовується інший ігровий рушій — Angel Game Engine, на якому були розроблені попередні частини серії, внаслідок чого графіка була значно спрощена: відсутній вигляд камери з кабіни автомобіля, немає пішоходів, використано менш деталізовані текстури, зменшено кількість полігонів у тривимірних моделях та присутні завантажувальні екрани, а Лос-Анджелес є трохи доопрацьованою версією цього міста з Midnight Club II. Поліція відсутня під час вільної поїздки містом, а з'являється лише під час деяких перегонів. Можливості тюнінгу та стайлінгу теж зазнали деяких спрощень. Редактор перегонів, що дозволяє створювати власні заїзди, прибраний із цієї гри. Кількість гравців у багатокористувацькому режимі, реалізованому по з'єднанню через Wi-Fi, зменшено з 16 до 4. Тим не менш, у Midnight Club: L.A. Remix розробники додали кар'єрний режим зі своїми гонками у місті Токіо, яке є сюжетним продовженням подій після кар'єри в Лос-Анджелесі; сам Токіо був конвертований із Midnight Club 3: DUB Edition Remix. Крім того, між кар'єрними режимами в Лос-Анджелесі та Токіо дещо різниться доступний вибір автомобілів, у той час як вибір мотоциклів однаковий для обох міст. 15 липня 2008 року гра була показана на виставці E3 у рамках прес-конференції компанії Sony.
Спочатку датою випуску було названо 9 вересня 2008, але, як і Midnight Club: Los Angeles була перенесена на 7 жовтня в Північній Америці і 10 жовтня в Європі. Фінальною датою виходу стало 21 жовтня у Північній Америці та 24 жовтня у Європі, а в Японії, де видавцем виступила компанія Spike, 5 лютого 2009. З жовтня 2009 року аркада була доступна для покупки у сервісі PlayStation Network.

## Відгуки
| Агрегатор    | Оцінка  |
| ------------ | ------- |
| GameRankings | 78,96 % |
| Metacritic   | 79/100  |

| Видання                  | Оцінка |
| ------------------------ | ------ |
| 1Up.com                  | B+     |
| AllGame                  | [ 16 ] |
| Computer and Video Games | 8,8/10 |
| GameSpot                 | 7,5/10 |
| GamesRadar+              | 9/10   |
| GameZone                 | 8/10   |
| IGN                      | 7,6/10 |
| PALGN                    | 7,5/10 |

Midnight Club: L.A. Remix, як і оригінальна гра, отримала позитивні відгуки від критиків. На агрегаторах GameRankings та Metacritic аркада отримала середню оцінку 78,96 % та 79/100 відповідно. До переваг були віднесені захоплюючий ігровий процес, якість графіки та звуку, але рецензенти також звернули увагу на одноманітність проходження та надмірно високий рівень складності. З 10 по 16 листопада 2008 року аркада утримувала 2-у позицію серед продажів ігор для PlayStation Portable в Австралії, а у вересні 2015 року Midnight Club: LA Remix зайняла 12-й рядок чарту продажів ігор для PSP у PlayStation Network.
Оглядачі були під враженням від якісного відтворення на портативній системі особливостей, які притаманні оригінальній Midnight Club: Los Angeles. Так, представник сайту 1UP.com, Горд Гобл, наголосив, що Midnight Club: L.A. Remix — «безумовно, один з кращих прикладів зменшених гонок, що коли-небудь виходили на PSP», похваливши динамічний ігровий процес, вражаючий звук і чуйне аналогове керування. З цією думкою погодилася і редакція журналу Computer and Video Games: «візуальні ефекти можуть бути не такими яскравими, а звук — не самим гучним, але решта на рівні версій для домашніх консолей». Мітч Дайєр, рецензент GameSpot, також назвав L.A. Remix «однієї з найпривабливіших гоночних ігор для PSP на ринку», і відніс до переваг «абсолютно шикарні» міста, величезна кількість «інтенсивно швидких і веселих» перегонів, а також «солідні» елементи управління. Критик GamesRadar, Енді Хартап, був приємно здивований, що з урахуванням потужності PSP розробникам вдалося реалізувати багато можливостей консольної версії і навіть додати додатковий контент (як, наприклад, місто Токіо), похвалив зручне керування за допомогою аналогового стіку, налаштування транспортних засобів та «першокласний» звук, а також назвав Midnight Club: L.A. Remix найкращою портативною гоночною грою 2008 року та найкращою про вуличні гонки на PSP. Наталі Романо (GameZone) сподобалися добре відтворені міста (які, за її словами, особливо гарні вночі), а моделі автомобілів хоч і виглядають не так добре, як у версії для Xbox 360 та PlayStation 3, але автолюбителі впізнають машини відразу. Оглядач IGN, Кріс Ропер, зазначив, що «гра далека від досконалості, але вона має досить хороші моменти, щоб зробити її вартою спробувати любителям перегонів»; до плюсів були віднесені «чудово виглядаючі» міста (хоча і помічено, що вони місцями не схожі самі на себе), добротний саундтрек і звукові ефекти, хороше управління і достатня кількість контенту як в одиночному, так і в багатокористувацькому режимі. «Здебільшого LA Remix коштує своїх грошей» — підсумував Ентоні Капоне, критик PALGN: на його думку, моделі автомобілів і мотоциклів вийшли деталізованими, їх налаштування — досить докладними, а гонки пропонують багато годин розваг.
До недоліків гри критики часто відносили підвищений рівень складності, повторювальні заїзди та технічні недоліки. Гобл звернув увагу на певну одноманітність проходження, відсутність інновацій у порівнянні з попередніми частинами серії, а також високу складність, від якої гравці «більше почуваються розчарованими, ніж випробуваними». Аналогічні недоліки виділив у огляді і Даєр. Хартапу не сподобалися «програші в гонках на останньому повороті» і проблеми із зароблянням грошей для придбання всіх автомобілей. Романо серед проблем гри відзначила деякі графічні баги (наприклад, машини трафіку, що іноді з'являються з нізвідки) і стереотипне озвучування, яке швидко набридає. Ропер теж покритикував утруднене розпізнавання зустрічного транспорту з відривом і виділив ще ряд недоліків: не завжди успішно розставлені контрольні точки в заїздах, недостатньо інтенсивна поліція, і навіть той факт, що гра не зупиняється, якщо користуватися системою GPS. Капоне розділив ці думки, заявивши, що гонкам часто може стати на заваді складний ШІ, внаслідок якого постійний перезапуск заїздів стає «набридливим», а події в Лос-Анджелесі — дуже одноманітними. Тим не менш, позитивний відгук про складність залишили в Computer and Video Games,, де її вважали дуже збалансованою і справедливою: «малоймовірно, що ви коли-небудь виграєте або програєте занадто багато перегонів поспіль». Крім того, рецензенти зійшлися на думці, що гра потерпає від довгих завантажень, але відзначали, що вони стали швидше, ніж у попередній частині серії для PSP — Midnight Club 3: DUB Edition.